# Amphiura palmeri
Amphiura palmeri is een slangster uit de familie Amphiuridae.
De wetenschappelijke naam van de soort werd in 1882 gepubliceerd door Theodore Lyman. De soort was in 1875 door dezelfde auteur abusievelijk aangezien voor Amphiura flexuosa Ljungman, 1867.